# 詹姆斯·梅雷迪斯
詹姆斯·古格里·梅雷迪斯（1988年4月4日—）是一名澳大利亞足球運動員，司職後衛，目前效力於澳職的珀斯光輝，同時代表澳大利亞上陣。
出生於奧爾伯里，他從打比郡的青訓系統開啟足球生涯，2006年簽下一紙職業合約，後被租借至劍橋聯與車士打菲特。之後轉隊前往愛爾蘭施利高流浪發展，2008-09賽季回歸英格蘭足壇加盟，但該賽季大部分時間都在租借球隊AFC泰福特聯度過，隨後轉隊至約克城，協助球隊獲得2011-12賽季英格蘭足總錦標和英格蘭足球議會聯賽附加賽冠軍，成功升上英格蘭足球乙級聯賽。之後轉會到巴拉福特城，幫助球隊獲得2012年至2013年英格蘭足球乙級聯賽附加賽冠軍，升班英格蘭足球甲級聯賽。2017年，投效英冠球隊米爾沃。
此外，2015年起他也代表澳大利亞出賽。

## 榮譽
- 英格蘭足球議會聯賽年度最佳陣容：2011–12[4]
- PFA年度最佳陣容: 2016–17英甲[5]

## 外部連結
- James Meredith profile at the Millwall F.C. website
- James Meredith profile at the Football Federation Australia website
- 足球数据库：James Meredith的球员统计数据
- 足球数据库：James Meredith的球员统计数据